# コンクリート破砕器作業主任者
コンクリート破砕器作業主任者（こんくりーとはさいきさぎょうしゅにんしゃ）は、労働安全衛生法に定められた作業主任者(国家資格)のひとつであり、コンクリート破砕器作業主任者技能講習を修了した者の中から事業者により選任される。

しかし実際には、主任者となるための技能講習を修了した者すなわち資格取得者のこと、あるいは資格そのものを指して呼ばれることもある。

## 概要
- コンクリート破砕器を用いて行う破砕の作業を行う時に必要となる資格。

## 受講資格
- コンクリート破砕器を用いて行う破砕作業に2年以上従事した者。
- 大学、高等専門学校、高等学校又は中等教育学校において応用化学、採鉱又は土木に関する学科を卒業した者で、1年以上コンクリート破砕器を用いて行う破砕作業に従事した者。
- 発破技士免許を受けた者で、1年以上コンクリート破砕器を用いて行う破砕作業又は発破作業に従事した者。
- 甲種、乙種火薬類製造保安責任者免状又は甲種、乙種火薬類取扱保安責任者免状を有する者。
- 甲種、乙種、丁種上級保安技術職員試験に合格した者。
- 甲種、丁種坑外保安係員試験、甲種、乙種、丁種坑内保安係員試験又は甲種、乙種発破係員試験に合格した者。

## 技能講習
- 社団法人全国火薬類保安協会が実施する。

### 講習科目
1. 火薬類に関する知識
2. コンクリート破砕器の取扱いに関する知識
3. コンクリート破砕器を用いて行う破砕の方法に関する知識
4. 作業者に対する教育等に関する知識
5. 関係法令
6. 修了試験

## 資格の将来性
- 平成22年7月、コンクリート破砕器のメーカーは新規製造を中止する旨を発表しており[3]、在庫の終了とともに資格の使途が無くなり、講習自体も平成23年1月13日で終了となる予定である[4]。

- なお、東京消防庁のハイパーレスキュー隊では災害現場などでの障害物除去のための装備としてコンクリート破砕器を正式に採用し、使用しているが[5][6]、前述の事情から今後の動向は未定である。